# البرگا
البرگا (به سوئدی: Alberga) یک سکونتگاه مسکونی در سوئد است که در Eskilstuna Municipality واقع شده‌است.

## خصوصیات
البرگا ۰٫۴۲ کیلومترمربع مساحت و ۳۹۵ نفر جمعیت دارد.